# NGC 4108
NGC 4108 este o galaxie spirală situată în constelația Dragonul. A fost descoperită în 3 aprilie 1832 de către John Herschel. Se află la o distanță de 40 de megaparseci de Pământ.